# Afarsia morgiana
Afarsia morgiana is een vlinder uit de familie van de Lycaenidae. De wetenschappelijke naam van de soort is voor het eerst gepubliceerd in 1871 door William Forsell Kirby.

## Verspreiding
De soort komt voor in Iran.

## Waardplanten
De rups leeft op Hedysarum atropatanum (Fabaceae).

## Ondersoorten
- Afarsia morgiana blomi (Rose & Schurian, 1977)
  - = Cupido morgiana blomi (Rose & Schurian, 1977)
- Afarsia morgiana badgiri (ten Hagen & Schurian, 2001)
  - = Plebeius (Vacciniina) morgianus badgiri ten Hagen & Schurian, 2001
- Afarsia morgiana montetaftanus (ten Hagen & Schurian, 2001)
  - = Plebeius (Vacciniina) morgianus montetaftanus ten Hagen & Schurian, 2001